# Maiky Fecunda
Maiky Secundino Fecunda (Willemstad, 10 februari 1995) is een Nederlandse voetballer. Hij is van origine verdedigende aanvaller, maar daarnaast ook inzetbaar als vleugelverdediger.

## Carrière
Maiky Fecunda begon met voetballen bij VV Geldrop, alvorens hij naar de jeugdopleiding van Helmond Sport vertrok. Hier doorliep hij de volledige jeugdopleiding, die toentertijd gezamenlijk was met VVV-Venlo. In het seizoen 2012/13 zat hij voor het eerst als wisselspeler op de bank bij het eerste elftal. Ook in het seizoen 2013/14 behoorde hij een aantal keer tot de wedstrijdselectie, maar tot een invalbeurt kwam het niet.

### VVV-Venlo
Vanwege het samenwerkingsverband tussen VVV en Helmond Sport in de jeugdopleiding kon VVV-trainer René Trost tijdens de play-offs een beroep doen op de fysiek sterke spits van de A1 van de voetbalacademie VVV/Helmond Sport. Tijdens de thuiswedstrijd tegen FC Dordrecht was Fecunda al bankzitter bij VVV. Drie dagen later, op 11 mei 2014, mocht hij tijdens de return in Dordrecht namens de Venlose club zijn debuut in het betaalde voetbal maken. Als vervanger van de geblesseerde Guus Joppen startte Fecunda in de basisopstelling als rechtsback in de met 2-1 verloren uitwedstrijd.

### Helmond Sport
In de zomer van 2014 keerde hij terug bij Helmond sport, waar hij vervolgens ook in de competitie debuteerde. Waar hij in de jeugd nog veelal als aanvaller speelde, werd hij bij Helmond vooral gebruikt als rechtervleugelverdediger. Hij speelde in de resterende 5 seizoenen bij Helmond Sport 72 wedstrijden in de competitie waarin hij niet wist te scoren.

## Clubstatistieken
| Seizoen        | Club           | Competitie     | Competitie | Competitie | Beker | Beker | Playoff | Playoff | Totaal | Totaal |
| Seizoen        | Club           | Competitie     | Wed.       | Dlp.       | Wed.  | Dlp.  | Wed.    | Dlp.    | Wed.   | Dlp.   |
| -------------- | -------------- | -------------- | ---------- | ---------- | ----- | ----- | ------- | ------- | ------ | ------ |
| 2012/13        | Helmond Sport  | Eerste divisie | 0          | 0          | 0     | 0     | 0       | 0       | 0      | 0      |
| 2013/14        | Helmond Sport  | Eerste divisie | 0          | 0          | 0     | 0     | 0       | 0       | 0      | 0      |
| 2013/14        | → VVV-Venlo    | Eerste divisie | 0          | 0          | 0     | 0     | 1       | 0       | 1      | 0      |
| 2014/15        | Helmond Sport  | Eerste divisie | 17         | 0          | 0     | 0     | 0       | 0       | 17     | 0      |
| 2015/16        | Helmond Sport  | Eerste divisie | 17         | 0          | 1     | 0     | 0       | 0       | 18     | 0      |
| 2016/17        | Helmond Sport  | Eerste divisie | 3          | 0          | 0     | 0     | 2       | 0       | 5      | 0      |
| 2017/18        | Helmond Sport  | Eerste divisie | 17         | 0          | 1     | 0     | 0       | 0       | 18     | 0      |
| 2018/19        | Helmond Sport  | Eerste divisie | 18         | 0          | 0     | 0     | 0       | 0       | 18     | 0      |
| Carrièretotaal | Carrièretotaal | Carrièretotaal | 72         | 0          | 2     | 0     | 3       | 0       | 77     | 0      |

Bijgewerkt tot en met 3 mei 2019

## Interlandcarrière
Bondscoach Hans Schrijver selecteerde hem voor het Curaçaos voetbalelftal onder 20 jaar dat in februari 2013 deelnam aan het
CONCACAF-toernooi in Mexico. Fecunda speelde er twee interlands.
Fecunda maakte zijn debuut voor Curaçao op 3 september 2014, in de met 2–2 gelijkgespeelde wedstrijd tegen Puerto Rico. Hij startte die wedstrijd in de basis.
| Interlands van Maiky Fecunda voor Curaçao | Interlands van Maiky Fecunda voor Curaçao | Interlands van Maiky Fecunda voor Curaçao | Interlands van Maiky Fecunda voor Curaçao | Interlands van Maiky Fecunda voor Curaçao | Interlands van Maiky Fecunda voor Curaçao |
| No.                                       | Datum                                     | Wedstrijd                                 | Uitslag                                   | Competitie                                | Doelpunten                                |
| Als speler bij Helmond Sport              | Als speler bij Helmond Sport              | Als speler bij Helmond Sport              | Als speler bij Helmond Sport              | Als speler bij Helmond Sport              | Als speler bij Helmond Sport              |
| ----------------------------------------- | ----------------------------------------- | ----------------------------------------- | ----------------------------------------- | ----------------------------------------- | ----------------------------------------- |
| 1.                                        | 3 september 2014                          | Puerto Rico – Curaçao                     | 2 – 2                                     | Kwalificatie Carribean Cup 2014           |                                           |
| 2                                         | 7 september 2014                          | Frans-Guyana – Curaçao                    | 0 – 0                                     | Kwalificatie Carribean Cup 2014           |                                           |
| 3                                         | 8 oktober 2014                            | Curaçao – Martinique                      | 1 – 1                                     | Kwalificatie Carribean Cup 2014           |                                           |
| 4                                         | 12 oktober 2014                           | Guadeloupe – Curaçao                      | 0 – 1                                     | Kwalificatie Carribean Cup 2014           |                                           |
| 5                                         | 11 november 2014                          | Curaçao – Trinidad en Tobago              | 2 – 3                                     | Caribbean Cup 2014                        |                                           |